# أرسيسات
أرسيسات هي بلدة وبلدية تقع في مقاطعة فَرِيزة، في إقليم لُومبَارديا بشمال إيطاليا. عُثر على كنز أرسيسات الشهير للأواني الفضية الرومانية في المدينة في القرن التاسع عشر. وهو الآن في المتحف البريطاني.

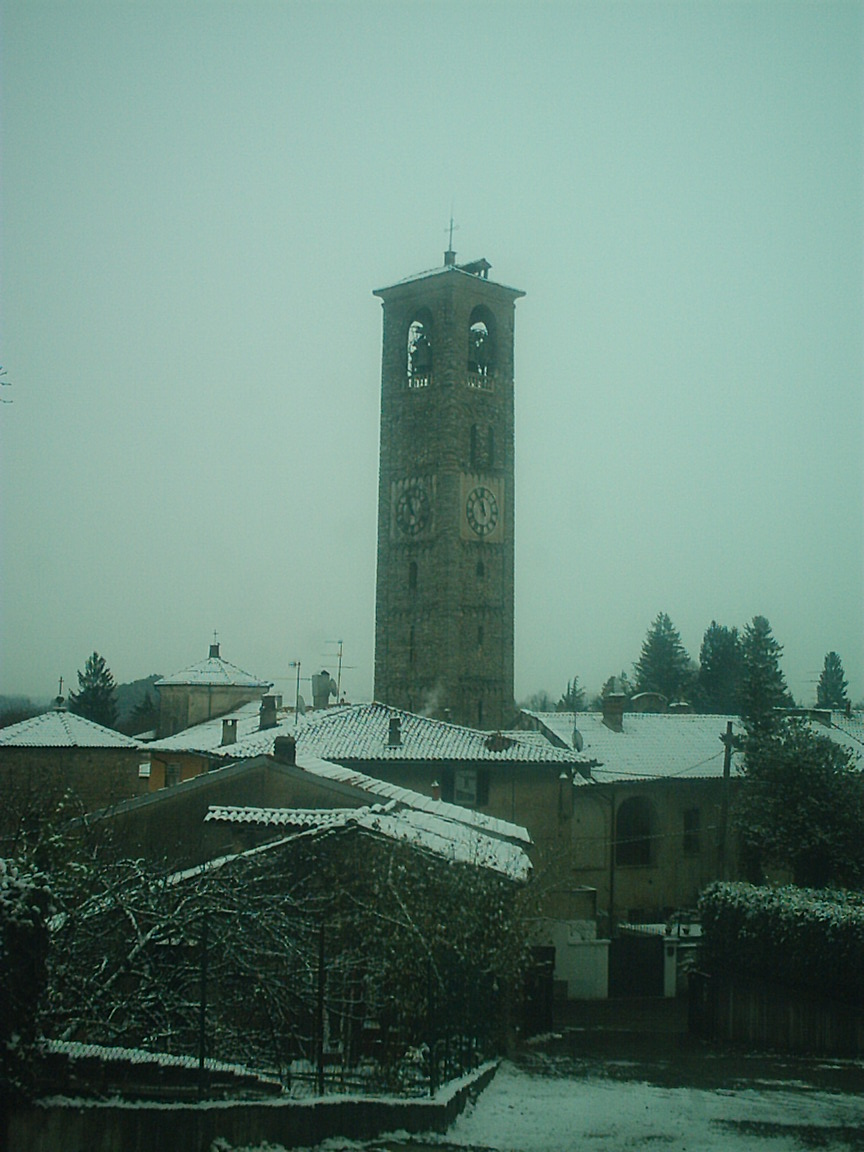
كامبانيل (Campanile) أو برج الجرس في أرسيسات

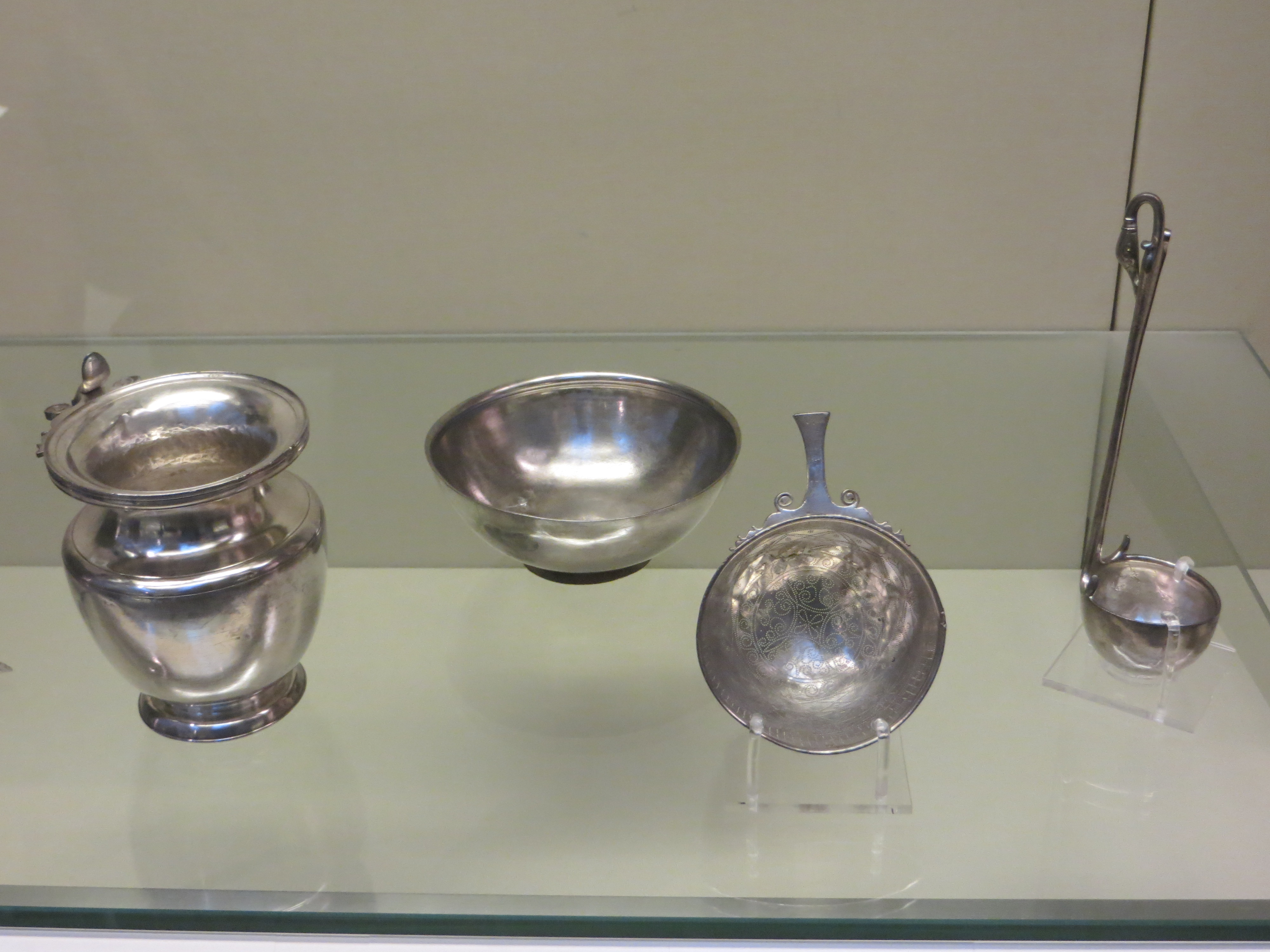
كنزُ أرسيسات في المتحفِ البريطاني